# Austrophaea zebra
Austrophaea zebra là một loài nhện trong họ Corinnidae. Chúng thuộc chi đơn loài Austrophaea, được George Newbold Lawrence miêu tả năm 1952, thường xuất hiện ở Nam Phi..